# Incidentaloma
Un incidentaloma és una anomalia descoberta inesperadament. El sufix «-oma» es refereix a un bony (neoplàsia, nòdul, tumor) detectat principalment en exàmens radiològics (però també en genètica mèdica, en dermatologia) en un pacient asimptomàtic o els símptomes dels quals no corresponen a l'anormalitat trobada incidentalment. És un descobriment, casual o no, fet en una exploració en la qual no era l'objecte de la investigació.

## Clínica
La majoria dels incidentalomes són neoplàsies benignes que no requereixen tractament, però en alguns casos cal l'extracció i anàlisi d'una mostra del teixit (una biòpsia).
Aquesta definició no és restrictiva, però s'aplica en medicina essencialment a la patologia suprarenal. Aquest és un problema molt freqüent, ja que es troba una massa suprarenal entre l'1 i el 4% dels exàmens per imatge abdominal en funció de la seva sensibilitat i resolució (ecografia, TAC, RMN). Més de dos terços dels incidentalomes són adenomes corticals no funcionals amb poques o cap conseqüència clínica. Tot i això, són possibles altres lesions, potencialment febles que es secreten o són malignes. Si tenen antecedents de càncer, la seva possibilitat de descobriment pot conduir a un diagnòstic i tractament ràpids.
A més de les masses suprarenals, ara es descriuen incidentalomes a la literatura científica en diversos òrgans com el pàncrees, el cor, el cervell i altres.
Es poden descobrir incidentalomes durant un examen d'imatge prescrit pel metge assistent (generalista o especialista) o durant la participació en un protocol d'investigació. Aquests descobriments fortuïts impliquen molts problemes mèdics, relacionats amb el diagnòstic o ètics sobre la informació i l'atenció vers el pacient.
És important tenir en compte que no hi ha un consens real sobre la definició d'incidentalomes. El terme es pot trobar en estudis sobre genètica i genòmica; a més, alguns radiòlegs entenen per incidentaloma només un descobriment inofensiu no cancerós.

### Localitzacions
- Suprarenal. És la més freqüent i en general són tumors benignes.[6]
- Hipòfisi. En general són tumors benignes sense secrecions.
- Fetge. Es poden trobar quists i hemangiomes que no requereixen cap tractament en la majoria dels casos. En pacients amb diagnòstic previ de càncer s'ha de distingir si es tracta de metàstasi hepàtica.
- Ronyons. Es presenten quists en molts pacients que no requereixen tractament. En alguns casos són de mida considerable.
- Vèrtebres. Poden trobar-se hemangiomes amb possible tractament quirúrgic.
- Úter. En ecografies és freqüent detectar miomes que, en determinats casos s'han de extirpar.
- Pulmó. En exàmens radiològics es poden detectar nòduls que poden provenir de metàstasi pulmonar.
- Glàndula tiroide. Es troben nòduls i quists benignes en TAC que, en la majoria de casos, no provoquen cap símptoma.[7]
- Pàncrees. Es detecten en exàmens per imatges (RX, TAC) i la seva prevalença augmenta amb l'edat del/a pacient.
- Epidermis, etc.